# مزدیسنا در هند
زرتشتیان هندوستان بیش از هزار سال است که با فرهنگ هندوستان آمیخته شده‌اند. پس از تسخیر ایران بزرگ توسط اعراب مسلمانان مزدیسنایان از ایران به هندوستان مهاجرت کردند.
با توجه به آزار و اذیت مزدیسنایان در سرتاسر جهان، هم‌اکنون بیشتر آن‌ها در هند جای گزیده‌اند، و در طول سالیان دراز نقش قابل توجهی در اقتصاد، فرهنگ، نیروهای مصلح و جنبش آزادی هند از راج برتانیا بازی کرده‌اند. بیشتر زرتشتیان را با نام پارسی یا ایرانی می‌شناسند.

## تاریخچه
دین مزدیسنا در تاریخ بسیار قدیمی و کهن که در میان ایرانیان رایج بوده آمده است.